# Mannenmarathon van Tokio 2002
De Mannenmarathon van Tokio 2002 werd gelopen op zondag 10 februari 2002. Het was de 23e editie van de Tokyo International Marathon. Aan deze wedstrijd mochten alleen mannelijke elitelopers deelnemen. De Keniaan Eric Wainaina kwam als eerste over de streep in 2:08.43.
Dit jaar deed het evenement tevens dienst als Japans kampioenschap op de marathon. De nationale titel werd gewonnen door Toshio Mano, die als vijfde finishte met een tijd van 2:14.12.

## Uitslagen
| rang   | naam                    | land | tijd    |
| ------ | ----------------------- | ---- | ------- |
| Goud   | Erick Wainaina          | KEN  | 2:08.43 |
| Zilver | Alberto Juzdado         | ESP  | 2:08.59 |
| Brons  | Julio Rey               | ESP  | 2:11.14 |
| 4      | Francisco-Javier Cortes | ESP  | 2:13.02 |
| 5      | Toshio Mano             | JPN  | 2:14.12 |
| 6      | Seung-Do Baek           | KOR  | 2:14.29 |
| 7      | Daiki Sudo              | JPN  | 2:15.26 |
| 8      | Andrew Letherby         | AUS  | 2:15.53 |
| 9      | Andre-Luis Ramos        | BRA  | 2:16.37 |
| 10     | Katsuhiko Fukunaga      | JPN  | 2:16.45 |
| 11     | Yasuhiro Maeda          | JPN  | 2:16.53 |
| 12     | Salaro Ngadi            | TAN  | 2:16.56 |
| 13     | Semretu Assefa          | ETH  | 2:16.57 |
| 14     | Nicholas Harrison       | AUS  | 2:17.24 |
| 15     | Michal Bartoszak        | POL  | 2:18.28 |
| 16     | Shinobu Minami          | JPN  | 2:19.04 |
| 17     | Naoto Komatsu           | JPN  | 2:19.37 |
| 18     | Shin Nozaki             | JPN  | 2:19.39 |
| 19     | Julian Dwyer            | AUS  | 2:20.28 |

Tokyo International Marathon (alleen mannen)

1981 · 1982 · 1983 · 1984 · 1985 · 1986 · 1987 · 1988 · 1989 · 1990 · 1991 · 1992 · 1993 · 1994 · 1995 · 1996 · 1997 · 1998 · 1999 · 2000 · 2001 · 2002 · 2003 · 2004 · 2005 · 2006

Tokyo International Women's Marathon (alleen vrouwen)

1979 · 1980 · 1981 · 1982 · 1983 · 1984 · 1985 · 1986 · 1987 · 1988 · 1989 · 1990 · 1991 · 1992 · 1993 · 1994 · 1995 · 1996 · 1997 · 1998 · 1999 · 2000 · 2001 · 2002 · 2003 · 2004 · 2005 · 2006 · 2007 · 2008

Tokyo Marathon (beide)

2007 · 2008 · 2009 · 2010 · 2011 · 2012 · 2013 · 2014 · 2015 · 2016 · 2017 · 2018 · 2019 · 2020 · 2021 · 2022 · 2023 · 2024